# Cameron Brook (dopływ West Branch East River)
Cameron Brook – strumień (brook) w kanadyjskiej prowincji Nowa Szkocja, w hrabstwie Pictou, płynący w kierunku północno-wschodnim i uchodzący do West Branch East River; nazwa urzędowo zatwierdzona 12 grudnia 1939.